# Jean de Bonnefon
Pour les articles homonymes, voir Bonnefon.
Joseph François Marie Bonnefon, dit Jean de Bonnefon, est un journaliste né le 22 mai 1866 à Aurillac (Cantal) et décédé le 30 mars 1928 dans le 6e arrondissement de Paris.

## Famille
Jean de Bonnefon appartient à une famille de la bourgeoisie auvergnate. Il est le fils de Charles Bonnefon [puis de Bonnefon] (né le 15 septembre 1795 à Mauriac - ) et de Marie Louise Gabrielle Valentin (née le 20 août 1826 à Cassaniouze - ), sa seconde épouse. 
Charles Bonnefon obtient, par jugement du 1er août 1855, l'autorisation de porter à nouveau la particule de abandonnée à la Révolution. Jean de Bonnefon est également autorisé, par jugement du tribunal de 1re instance de Mauriac, en date du 18 novembre 1885, à écrire son nom sous la forme de Bonnefon .
Jean de Bonnefon est aussi connu sous le nom de Bonnefon de Puyverdier.
Compagnon de l'actrice Cecilia Vellini, il resta célibataire .

## Biographie
Licencié ès lettres, il est membre de la Société des gens de lettres. Journaliste au Gaulois, directeur du Triboulet, de la revue L'Art et l'autel, revue mensuelle de Beauté chrétienne, il est auteur de nombreux articles critiques, à la tonalité parfois polémique, sur la politique religieuse et le clergé qui ont fait l'admiration de Guillaume Apollinaire.  
Se définissant comme catholique anti-clérical, Jean de Bonnefon a joué un rôle décisif dans la rédaction de la Loi de séparation des Églises et de l'État. En effet, c'est chez lui que, le 17 avril 1905, fut réalisé le compromis sur le fameux article 4 entre Aristide Briand, rapporteur de la loi, et Monseigneur Fuzet, évêque modéré de Rouen, qu'il avait conviés à dîner. 
Il avait beaucoup vécu à Vienne, dans l'intimité de la Hofburg, dont il connaissait les secrets les plus dramatiques et, au Vatican, dont il savait les intrigues .
Maire de Calvinet depuis 1908 jusqu'à sa mort, il est officier de la Légion d'honneur. À son décès, il est inhumé à Calvinet, dont la place centrale porte son nom.

## Bonnefon faussaire?
Dans son livre Lourdes et ses tenanciers (1905), où il attaque les apparitions mariales de Lourdes, Bonnefon donne le texte d'une note de service (inédite) qu'Ernest Falconnet, procureur général à la cour de Pau, aurait adressée le 28 décembre 1857 au procureur impérial près du tribunal de Lourdes, au sujet de fausses manifestations surnaturelles qui auraient été en préparation pour la fin de l'année.
René Laurentin, après d'autres auteurs, considère comme certain que ce document est un faux de Bonnefon, pour les raisons suivantes : Bonnefon le cite sans référence, il ne le fait pas figurer dans les pièces des archives nationales qu'il reproduit en appendice de son livre et, surtout, le document est contredit par des pièces, postérieures à sa date alléguée, où le procureur général Falconnet tient un langage qu'il n'aurait pas pu tenir s'il avait vraiment été avisé d'avance qu'une imposture d'aspect religieux se tramait dans le ressort du procureur de Lourdes; par exemple, il écrivait le 20 avril 1858 au garde des sceaux, à propos des évènements de Lourdes : « Ce n'est pas une situation pareille à celle de Rose Tamisier, qui avait organisé un miracle. Ici, l'enfant est hallucinée, mais loyale. » Laurentin signale que le rapport du 20 avril 1858 est publié par Bonnefon lui-même.

## Ouvrages de Jean de Bonnefon
- Les cas de conscience modernes, sans date, Ambert & Cie, 1 vol. in 12°, 276 p.  (lire en ligne sur Gallica)
- Drame impérial. Ce que l'on ne peut pas dire à Berlin, 1888 , Paris, Dentu, 1 vol. in 12°, 276 p. (lire en ligne sur Gallica)
- Lourdes et ses tenanciers, sans date [1905] , Paris, Louis Michaud, 1 vol. in 12°, 275 p.  (lire en ligne sur Gallica)
- La Ménagerie du Vatican ou le livre de la Noblesse Pontificale, 1906, Paris, société d'Editions de Paroles françaises et romaines, 1 vol. in 4°, 151 p. (lire en ligne sur Gallica) ;
- La Noblesse de France et les Anoblis de la République, liste complète des familles pourvues de noble parure par le Conseil d'État de 1870 à 1906, sans date [1907], Paris, Michaud, 1 vol. in 12°, 311 p.
- M. Auguste Maurice Barrès, 1908, Paris, Société d'Editions, 1 vol. in 12°, 61 p. ;
- Les Dédicaces à la main de M. J. Barbey d'Aurevilly, 1908, Paris, A. Blaizot, 1 vol. in 4°, 237 p. ;
- La Corbeille des Roses ou les Dames de Lettres, 1909, Paris, Bouville, 1 vol. in 12°, 199 p. ;
- La Vérité sur Louis XVII, souvenirs inédits de la comtesse d'Apchier, [1912], Paris, Dorbon aîné, 1 vol. in 8°, 344 p. ;
- Les Curiosités Héraldiques, 1912, Paris, société d'Editions, 1 vol. in 8°, 179 p. ;
- Le baron de Richemont, fils de Louis XVI, sans date, 1 vol. in 8°, 288 p. ;
- Les Belles Oeuvres...et les autres, sans date, Paris, Flammarion, 1 vol. in 12°, 368 p. ;
- Guillaume II et ses ancêtres, 1917, Paris, société d'Edition, 1 vol. in 16°, 76 p. ;
- Triptyque d'âmes, Chopin, Rodin, Barbey d'Aurevilly, 1926, Paris, Picart, 1 vol. in 8°, 78 p. ;

## Pour approfondir